# Temporada 2014-2015 del Club Joventut Badalona
La temporada 2014-2015 va ser la 76a temporada en actiu del Club Joventut Badalona des que va començar a competir de manera oficial. La Penya va disputar la seva 59a temporada a la màxima categoria del bàsquet espanyol. Va acabar la competició en la 7a posició classificant-se pels play-offs pel títol, fita que no aconseguia des de la temporada 2008-09. També va disputar la Copa del Rei.

## Resultats
Lliga Endesa
A la Lliga Endesa finalitza la fase regular en la setena posició de 18 equips participants, classificant-se per disputar els play-offs. En 34 partits disputats de la dase regular va obtenir un bagatge de 19 victòries i 15 derrotes, amb 2.652 punts a favor i 2.624 en contra (+28). Al play-off va quedar eliminat en la primera ronda davant el FC Barcelona, al perdre tant el partit al Palau com el de l'Olímpic.
Copa del Rei
El DKV es classifica tercer per disputar la 79a edició de la Copa del Rei que se celebrà a Las Palmas de Gran Canaria en el mes de febrer. En la primera ronda eliminà el Gran Canaria, l'amfitrió, guanyant el partit 74 a 64. A semifinals perdria davant el Reial Madrid per 83 a 100.
Lliga Catalana
A la Lliga Catalana, disputada a La Seu d'Urgell, cau en semifinals en perdre amb el Morabanc Andorra 70 a 81.

## Plantilla
La plantilla del Joventut aquesta temporada va ser la següent:
| Club Joventut Badalona: plantilla 2014-15 |                 |            |      |
| #                                         | Jugador         | Pos.       | A.   |
| 00                                        | Demond Mallet   | Base       | 1.82 |
| 6                                         | Sergi Vidal     | Escorta    | 1.99 |
| 9                                         | Nacho Llovet    | Aler pivot | 2.02 |
| 10                                        | Albert Miralles | Pivot      | 2.08 |
| 11                                        | Clevin Hannah   | Base       | 1.79 |
| 12                                        | Goran Suton     | Aler pivot | 2.08 |
| 14                                        | Albert Ventura  | Escorta    | 1.91 |
| 17                                        | Sitapha Savané  | Pivot      | 2.02 |
| 21                                        | Tariq Kirksay   | Aler       | 1.99 |
| 24                                        | Àlex Barrera    | Escorta    | 1.96 |
| 33                                        | Àlex Suárez     | Aler pivot | 2.06 |

| Club Joventut Badalona: staff 2014-15 |                      |
| Nom                                   | Funció               |
| Salva Maldonado                       | Entrenador           |
| José A. Samaniego                     | Entrenador assistent |
| Lluís Riera                           | Entrenador assistent |

| Jugadors del planter amb minuts al 1r equip |                |       |      |              |
| #                                           | Jugador        | Pos.  | A.   | Participació |
| 16                                          | Alberto Abalde | Aler  | 2.02 | 25 partits   |
| 19                                          | Zoran Nikolic  | Pivot | 2.06 | 1 partit     |

### Baixes
| Baixes a l'inici de temporada |            |
| Jugador                       | Pos.       |
| Nik Cochran                   | Base       |
| Guillem Vives                 | Base       |
| John Shurna                   | Aler pivot |
| Devoe Joseph                  | Escorta    |